# مارك سوزا
مارك سوزا (بالإنجليزية: Mark Souza)‏ هو لاعب كرة قاعدة أمريكي، ولد في 1 فبراير 1955 في ريدوود في الولايات المتحدة.

## وصلات خارجية
- مارك سوزا على موقعبيزبول رفرنس.كوم (الدوري الرئيسي) (الإنجليزية)
- مارك سوزا على موقعبيزبول رفرنس.كوم (الدوري الثانوي) (الإنجليزية)